# Uddtjärnen, Norrbotten
Uddtjärnen är en sjö i Bodens kommun i Norrbotten och ingår i Luleälvens huvudavrinningsområde.